# Cordulagomphus
Cordulagomphus è un genere estinto di libellula proveniente dal periodo cretaceo.

## Scoperta
Questo insetto venne scoperto in Germania durante l'estrazione di calcare litografico a Solnhofen. Oltre ai numerosi ordini di insetti, sono stati trovati ragni, scorpioni, crostacei decapodi e molte piante. È interessante notare che fino ad oggi non sono stati trovati pterosauri o vertebrati terrestri, in netto contrasto con i depositi sovrastanti della Formazione Santana.

## Classificazione
Cordulagomphus visse nel Permiano del Nord America, con un'apertura alare di 75 cm, era il più grande insetto mai registrato. Nota l'incredibile dettaglio, inclusa la delicata venatura delle ali. Questo esemplare è un membro degli Odonata. Gli Odonati sono ben rappresentati nella documentazione sui fossili, con circa 700 specie conosciute. Hanno la loro origine nei proto-Odonati del Carbonifero.